# Chaetolepis phelpsiae
Chaetolepis phelpsiae är en tvåhjärtbladig växtart som beskrevs av Henry Allan Gleason. Chaetolepis phelpsiae ingår i släktet Chaetolepis och familjen Melastomataceae.

## Underarter
Arten delas in i följande underarter:
- C. p. chimantensis
- C. p. phelpsiae